# Acrotomia muta
Acrotomia muta là một loài bướm đêm trong họ Geometridae.